# SoftBank 820P
SoftBank 820Pは、パナソニック モバイルコミュニケーションズによって開発された、ソフトバンクモバイルの第三世代携帯電話 (SoftBank 3G) 端末である。2007年11月17日発売開始。

## 主な機能・サービス
| 主な対応サービス         | 主な対応サービス       | 主な対応サービス     | 主な対応サービス |
| ------------------------ | ---------------------- | -------------------- | ---------------- |
| S!一斉トーク             | S!ともだち状況         | Yahoo!mocoa          |                  |
| S!ループ                 | S!タウン               | S!速報ニュース       |                  |
| PCサイトブラウザ         | 電子コミック           | S!アプリ             |                  |
| 着うたフル／着うた       | アレンジメール         | S!電話帳バックアップ |                  |
| S!FeliCa                 | S!ミュージックコネクト | S!GPSナビ            |                  |
| コンテンツおすすめメール | TVコール               | 国際ローミング       |                  |
| ワンセグ                 | 3G ハイスピード        | S!おなじみ操作       |                  |

### Bluetooth対応プロファイル
- HFP（Hands-Free Profile） ハンズフリー
- HSP（Headset Profile） ヘッドセット
- OPP（Object Push Profile）
- SPP（Serial Port Profile）シリアルポート
- DUN（Dial-up Networking Profile）Gateway ダイヤルアップ接続

パソコンやPDAより本機をモデムとして利用して、アクセスインターネット（パケット通信/GPRS通信）を行う場合、モデムの初期化コマンドは「+CGDCONT=1,"IP","PAP:softbank"」を指定する。

## 特徴
ヒンジ側面のボタンを押すと端末を開くことが出来る、『ワンプッシュオープン』に対応している。
基本的なメニューのみ表示し、文字が大きくなる『シンプルモード』が搭載されている。
キーボード表面が波打った形状にして押しやすくしている『ウェーブタイルキー』を搭載している。

## 不具合
- 2010年8月5日以下の不具合の修正がソフトウェアの更新でなされた。 
  - 通話中、ごく稀に音声が途切れる場合がある。

## ギャラリー

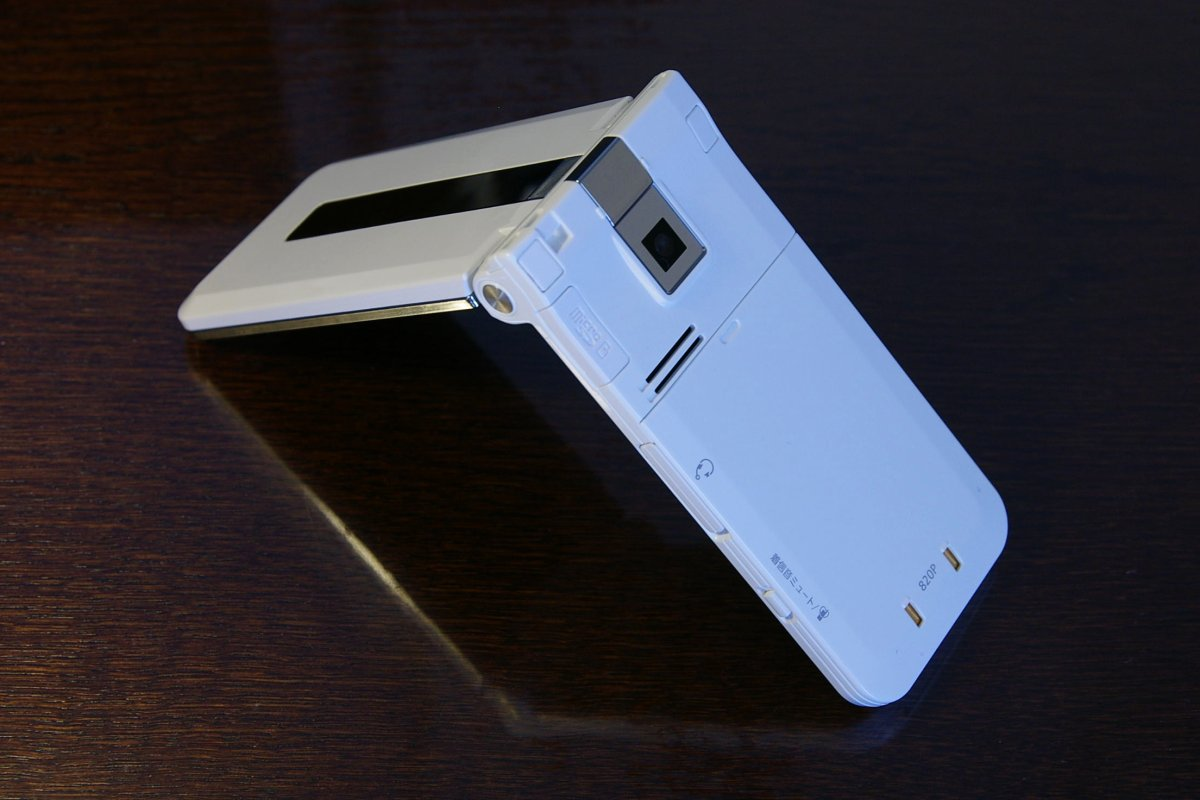

- デジタルカメラ機能の撮影サンプル

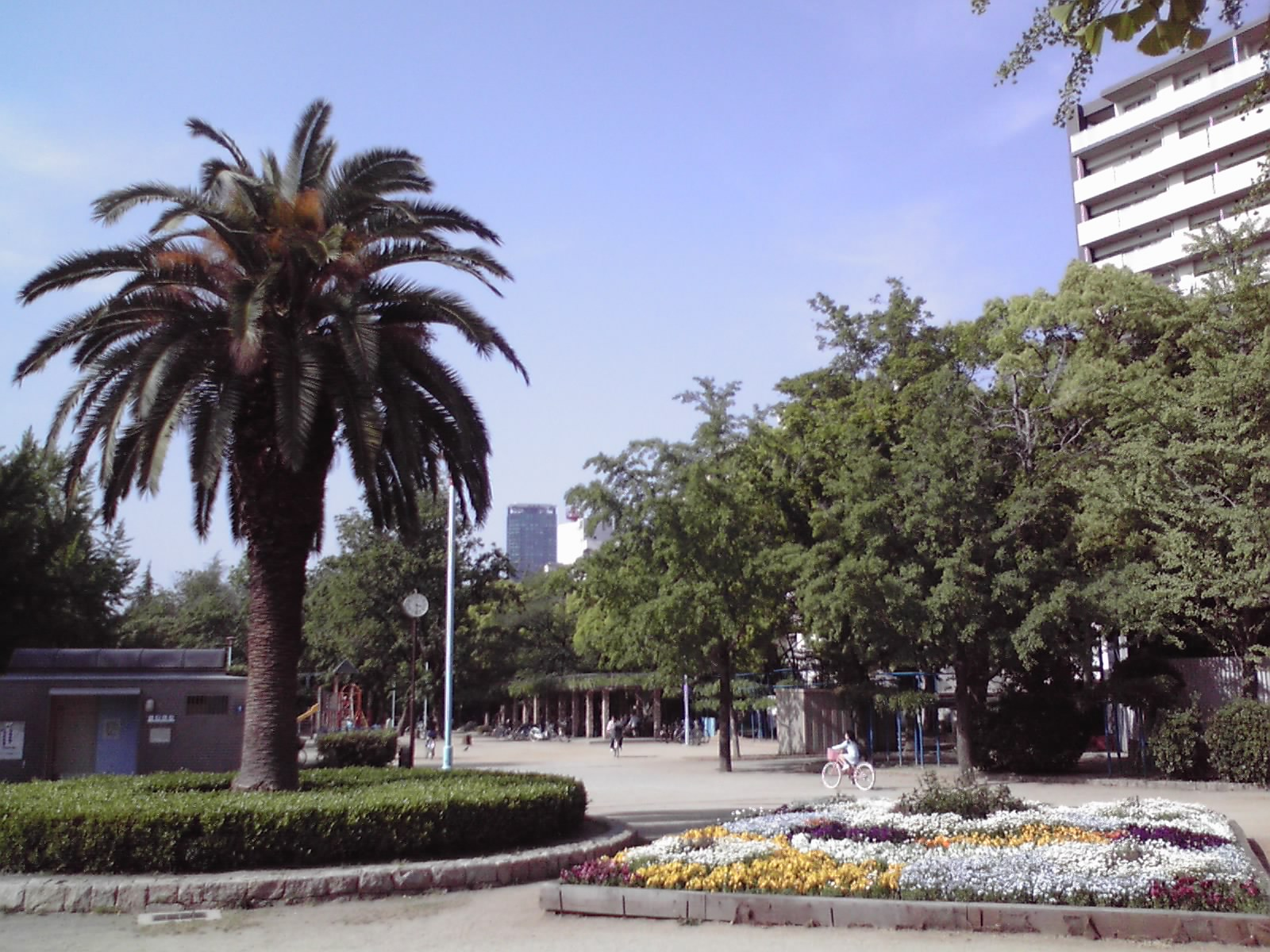
820P
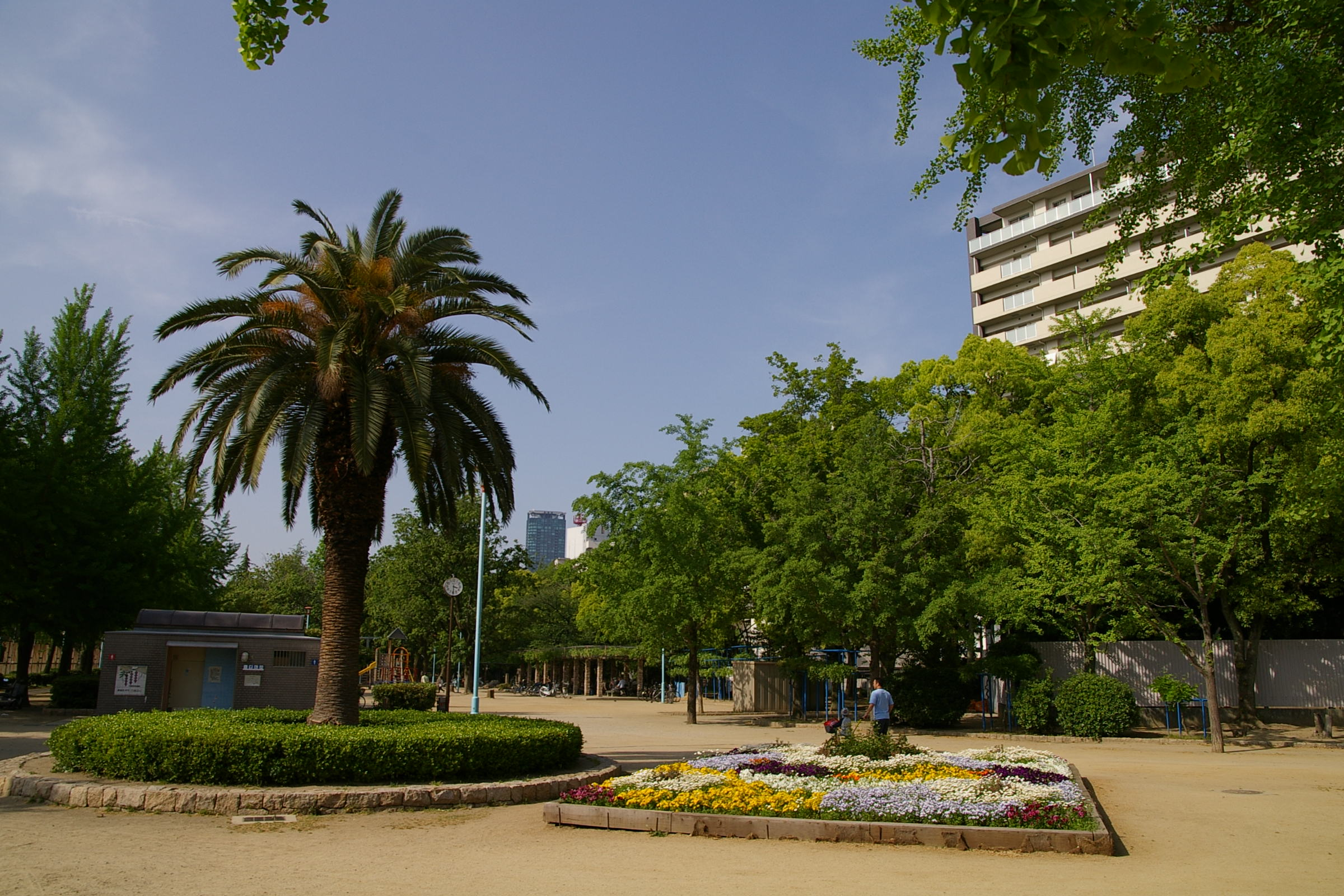
一眼レフ比較用

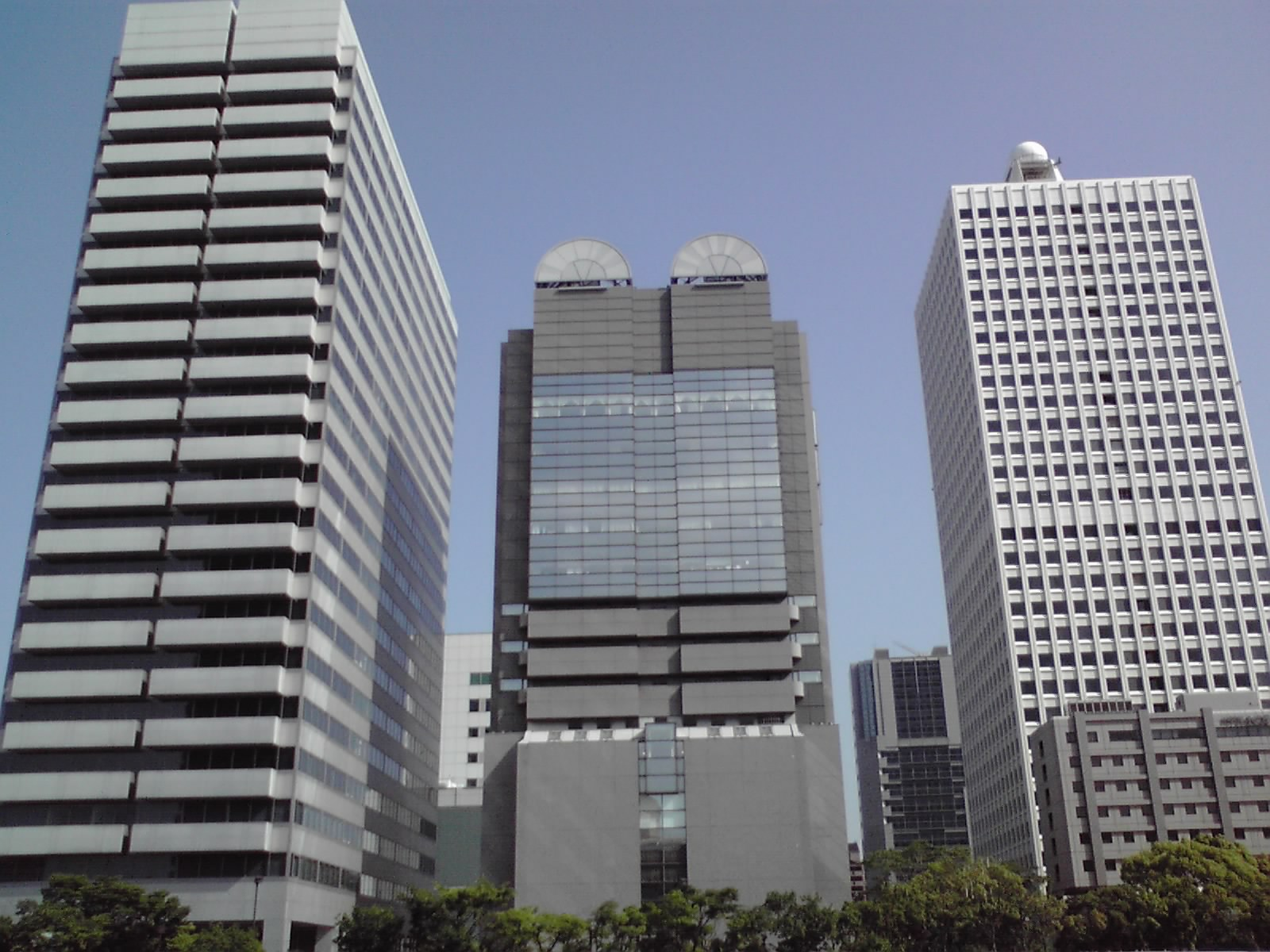
820P
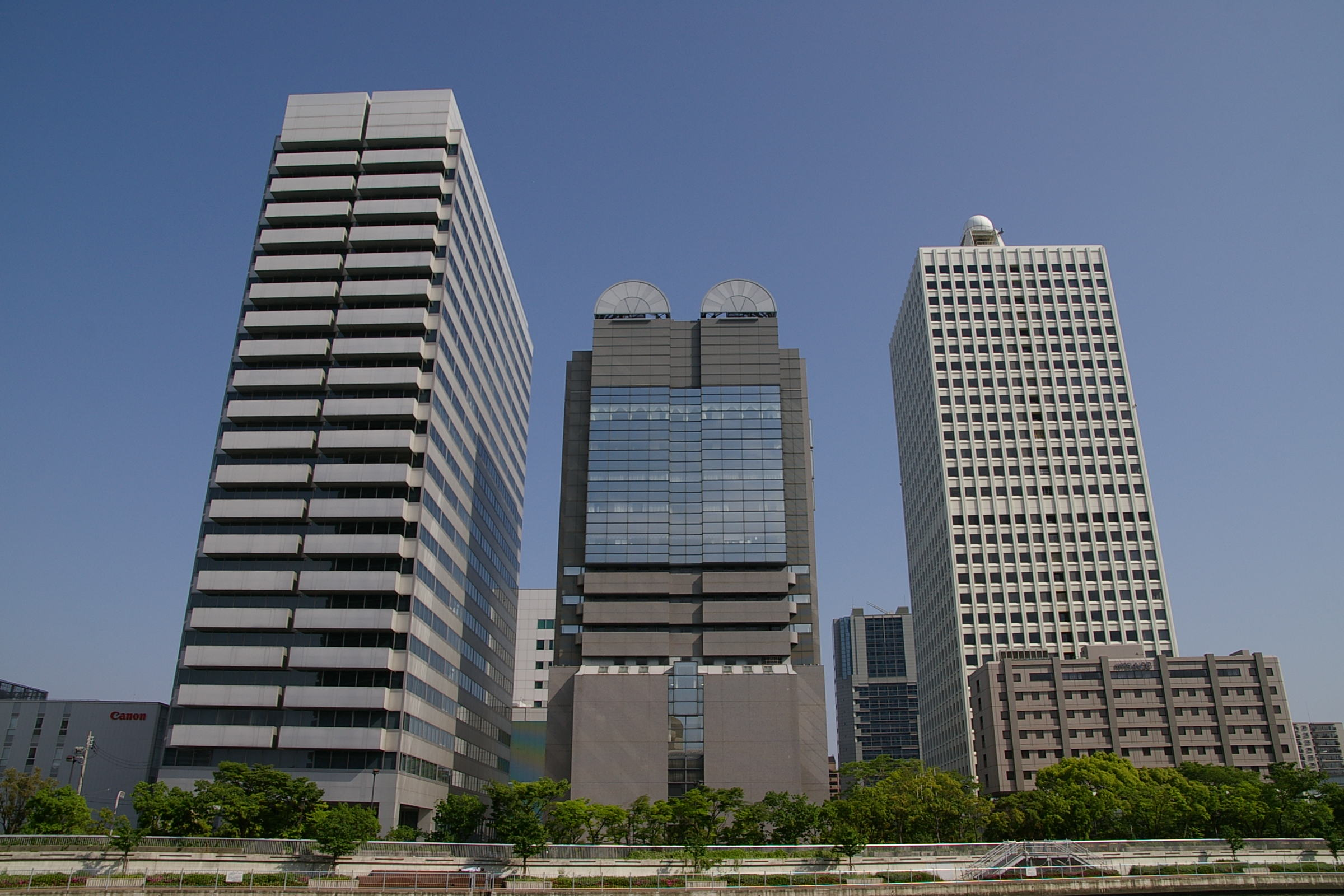
一眼レフ比較用